# Bathygadus dubiosus
Bathygadus dubiosus är en fiskart som beskrevs av Weber, 1913. Bathygadus dubiosus ingår i släktet Bathygadus och familjen skolästfiskar. Inga underarter finns listade.